# Кильдюшево (Татарстан)
Кильдюшево (тат. Килдеш) — село в Тетюшском районе Татарстана. Административный центр Кильдюшевского сельского поселения.

## География
Находится в юго-западной части Татарстана на расстоянии приблизительно 20 км на юг-юго-запад по прямой от районного центра города Тетюши.

## История
Известно с 1710 года. Альтернативное название Никольское. В начале XX века здесь имелась церковь и школа.

## Население
Постоянных жителей насчитывалось в 1859 — 1202, в 1880 — 1498, в 1913 — 2404, в 1926 — 1963, в 1938 — 1583, в 1949 — 1216, в 1958 — 1158, в 1970 — 1004, в 1979 — 761, в 1989 — 580. Постоянное население составляло 504 человека (мордва 88 %) в 2002 году, 457 — в 2010.